# Campeonato Mundial de Ginástica Artística de 2014 - Cavalo com alças masculino
A competição do cavalo com alças masculino do Campeonato Mundial de Ginástica Artística de 2014 foi sua final disputada no dia 11 de outubro. A qualificatória que definiu os ginastas finalistas foi disputada em 3 e 4 de outubro

## Medalhistas
| Ouro   | HUN Krisztián Berki |
| Prata  | CRO Filip Ude       |
| Bronze | FRA Cyril Tommasone |

## Resultados

### Qualificatória
Esses são os resultados da qualificatória.
| Pos. | Ginasta                 | Total  | Nota |
| ---- | ----------------------- | ------ | ---- |
| 1    | HUN Krisztián Berki     | 16,066 | Q    |
| 2    | USA Alexander Naddour   | 15,633 | Q    |
| 3    | SLO Sašo Bertoncelj     | 15,558 | Q    |
| 4    | CRO Filip Ude           | 15,533 | Q    |
| 5    | FRA Cyril Tommassone    | 15,500 | Q    |
| 6    | CRO Robert Seligman     | 15,466 | Q    |
| 7    | BLR Andrey Likhovitskiy | 15,333 | Q    |
| 8    | GBR Daniel Keatings     | 15,333 | Q    |
| 9    | ARM Harutyum Merdinyan  | 15,250 | R    |
| 10   | RUS David Belyavskyi    | 15,233 | R    |
| 11   | GBR Max Whitlock        | 15,233 | R    |

- Q - qualificado para a final
- R - reserva

### Final
Esses são os resultados da final.
| Pos. | Ginasta                 | Nota D | Nota E | Pen. | Total  |
| ---- | ----------------------- | ------ | ------ | ---- | ------ |
|      | HUN Krisztián Berki     | 7,000  | 9,033  |      | 16,033 |
|      | CRO Filip Ude           | 6,700  | 9,083  |      | 15,783 |
|      | FRA Cyril Tommasone     | 6,900  | 8,700  |      | 15,600 |
| 4    | SLO Sašo Bertoncelj     | 6,700  | 8,833  |      | 15,533 |
| 5    | CRO Robert Seligman     | 6,400  | 9,000  |      | 15,400 |
| 6    | USA Alexander Naddour   | 6,800  | 8,500  |      | 15,300 |
| 7    | BLR Andrey Likhovitskiy | 6,500  | 8,700  |      | 15,200 |
| 8    | GBR Daniel Keatings     | 7,100  | 8,033  |      | 15,133 |